# Get in the Ring
Get in the Ring – piąty album studyjny niemieckiej grupy H-Blockx wydany 14 lutego 2002.

## Lista utworów
1. "C'mon"
2. "The Power"
3. "Get in the Ring"
4. "All Season Love"
5. "You're the One"
6. "Don't Bring Me Down"
7. "Berlin - Monsta City"
8. "Witnezz (R U with Me)"
9. "Come Bad"
10. "Million Miles"
11. "Lost My Mind"
12. "Ring of Fire"